# Les Mayons
Les Mayons là một xã thuộc tỉnh Var trong vùng Provence-Alpes-Côte d’Azur, Pháp. Xã này có diện tích 28,86 kilômét vuông, dân số năm 2006 là 598 người. Xã này nằm ở khu vực có độ cao trung bình 194 mét trên mực nước biển.

## Biến động dân số
| Năm | 1962 | 1968 | 1975 | 1982 | 1990 | 1999 | 2005 | 2006 |
| --- | ---- | ---- | ---- | ---- | ---- | ---- | ---- | ---- |
| Dân số | 230  | 253  | 274  | 300  | 450  | 550  | 594  | 598  |
| From the year 1962 on: No double counting—residents of multiple communes (e.g. students and military personnel) are counted only once. |      |      |      |      |      |      |      |      |